# Puck Deventer
Puck Deventer was een Nederlandse damesvoetbalvereniging uit Deventer.

## Geschiedenis
De club werd in 1971 opgericht als Damesvoetbalvereniging Puck. Puck was een van de weinige volledig zelfstandige vrouwenclubs in Nederland. Op zaterdag 5 juni 1982 werd Puck in het Friese Drachten Landskampioen vrouwenvoetbal. Van 1973/74 tot en met 1993/94 kwam de landskampioen voort uit een toernooi tussen de districtskampioenen van de zes KNVB-districten (Noord, Oost, West I, West II, Zuid I en Zuid II). De andere districtskampioenen in 1981/82 waren ONB (Noord), Vriendenschaar (West I), KFC ‘71 Delft (West II), Braakhuizen (Zuid I) en Leveroy (Zuid II). Vanaf 1994/95 was de landskampioen de kampioen van de hoogste landelijke klasse.
In de jaren ’80 en ’90 bleef het eerste elftal van Puck tot de top van het Nederlandse vrouwenvoetbal behoren. In 1992 werd de naam gewijzigd naar Puck Deventer.
Puck had haar accommodatie op het sportcomplex Borgele, waar het haar eigen clubhuis met de naam 't Puckhuis had. De speelsters van Puck speelden in een paars shirt, een witte broek en witte kousen.
In 2000 werd de vereniging opgeheven en ging ze op in Koninklijke UD.

## Resultaten
- 1981/82: Landskampioen vrouwenvoetbal
- 1983: KNVB Beker.[6]
- O.a. 1979/80, 1981/82; 1982/83; 1983/84 (voor de 10e maal) en 1989/90: Kampioen hoofdklasse KNVB District Oost.[6]
- 1982/83 en 1989/90: Bekerwinnaar KNVB District Oost.[6]
- 1980/81: tweede in de strijd om het landskampioenschap.[6]
- 1993: kampioen Hoofdklasse B. Een van de drie poules van het hoogste landelijke niveau.[7]
- 1981: KNVB Bekerfinale, verloren van HSV Celeritas;
- 1995: KNVB Bekerfinale, verloren van grote rivaal DVC Den Dungen met 2-1.[8]

## Competitieresultaten 1971-2000
|  |

| 1 |

|  |

|  |

|  |

| 1 |

| 1 |

|  |

|  |

|  |

|  |

| 1 |

|  |

|  |

|  |

|  |

|  |

|  |

|  |

|  |

|  |

| 3 |

| 1 |

| 2 |

| 2 |

| 2 |

| 2 |

| 8 |

| 8 |

| 12 |

| Hoofdklasse Zondag Afdeling Gelderland | Hoofdklasse B | Hoofdklasse (Vrouwen) (van 1994/95 t/m 1996/97 ‘Eredivisie (vrouwen)’ ) |

## Erelijst
Landskampioen
1982
KNVB Beker
1983

## Bekende speelsters
- Janny Timisela
- Vera Pauw
- Daniëlle Korbmacher
- Marleen Wissink
- Liesbeth Migchelsen
- Diane Hulst[9]
- Jessica Torny[10]
- Linda Helbling